# Singapur International 2003
Die Singapur International 2003 im Badminton fanden vom 10. bis zum 14. September 2003 in Singapur statt.

## Sieger und Platzierte
| Disziplin    | Gold                                    | Silber                                         | Bronze                                            |
| ------------ | --------------------------------------- | ---------------------------------------------- | ------------------------------------------------- |
| Herreneinzel | Ronald Susilo                           | Simon Santoso                                  | Yogendran Krishnan                                |
| Herreneinzel | Ronald Susilo                           | Simon Santoso                                  | Indra Wijaya                                      |
| Dameneinzel  | Li Li                                   | Jiang Yanmei                                   | Adriyanti Firdasari                               |
| Dameneinzel  | Li Li                                   | Jiang Yanmei                                   | Siti Mahiroh                                      |
| Herrendoppel | Hendri Kurniawan Saputra Denny Setiawan | Faris Mawardi Nunung Wibiyanto                 | Zakry Abdul Latif Jack Koh                        |
| Herrendoppel | Hendri Kurniawan Saputra Denny Setiawan | Faris Mawardi Nunung Wibiyanto                 | Chin Shi Weng Razif Abdul Latif                   |
| Damendoppel  | Jiang Yanmei Li Yujia                   | Norhasikin Amin Fong Chew Yen                  | Duanganong Aroonkesorn Kunchala Voravichitchaikul |
| Damendoppel  | Jiang Yanmei Li Yujia                   | Norhasikin Amin Fong Chew Yen                  | Endang Nursugianti Natalia Poluakan               |
| Mixed        | Hendri Kurniawan Saputra Li Yujia       | Nuttaphon Narkthong Kunchala Voravichitchaikul | Zakry Abdul Latif Fong Chew Yen                   |
| Mixed        | Hendri Kurniawan Saputra Li Yujia       | Nuttaphon Narkthong Kunchala Voravichitchaikul | Ronne Maykel Runtolalu Dian Novita Sari           |